# Vương quốc Licchavi
Vương quốc Licchavi (Lichchhavi, Lichavi, Ni Ba La Quốc (尼波羅國) hoặc Vương triều Li Xa Bì (離車毗王朝)) là một vương quốc cổ tại Nam Á, nằm ở thung lũng Kathmandu, Nepal ngày nay, tồn tại từ khoảng năm 400 đến năm 750. Thị tộc Licchavi có nguồn gốc từ khu vực Vaishali và Muzaffarpur ở phía bắc Bihar, Ấn Độ ngày nay, sau đó đã chinh phục khu vực thung lũng Kathmandu . Ngôn ngữ mà người Licchavi sử dụng để khắc bia đá là Vajjika, có liên hệ chặt chẽ với chữ Gupta, cho thấy các vương quốc cổ khác ở phía nam đã có ảnh hưởng văn hóa đáng kể. Thời kỳ cai trị của triều đại này được gọi là thời kỳ hoàng kim của Nepal.

## Tư liệu
Nhiều ý kiến cho rằng thị tộc Licchavi sau khi đánh mất vị thế chính trị tại Bihar, họ đã tới thung lũng Kathmandu và đánh bại vua Kirat Gasti. Trong Kinh điển Pali của Phật giáo, vương quốc Licchavi được đề cập đến trong một số bài kinh, nổi bật là Licchavi Sutta , Ratana Sutta  và chương thứ tư của Petavatthu . Trong Kinh Đại Thừa Vimalakirti Sutra, thành phố Vaisali của Licchavi được đề cập đến như là nơi mà Bồ Tát Vimalakirti đã cư trú .
Tài liệu vật lý sớm nhất được ghi nhận về Licchavi là một bản khắc bia đá của Mānadeva, có từ năm 464, đề cập đến ba vị vua từ trước đó, cho thấy rằng vương quốc Licchavi được thành lập vào cuối thế kỷ thứ 4.

## Chính quyền

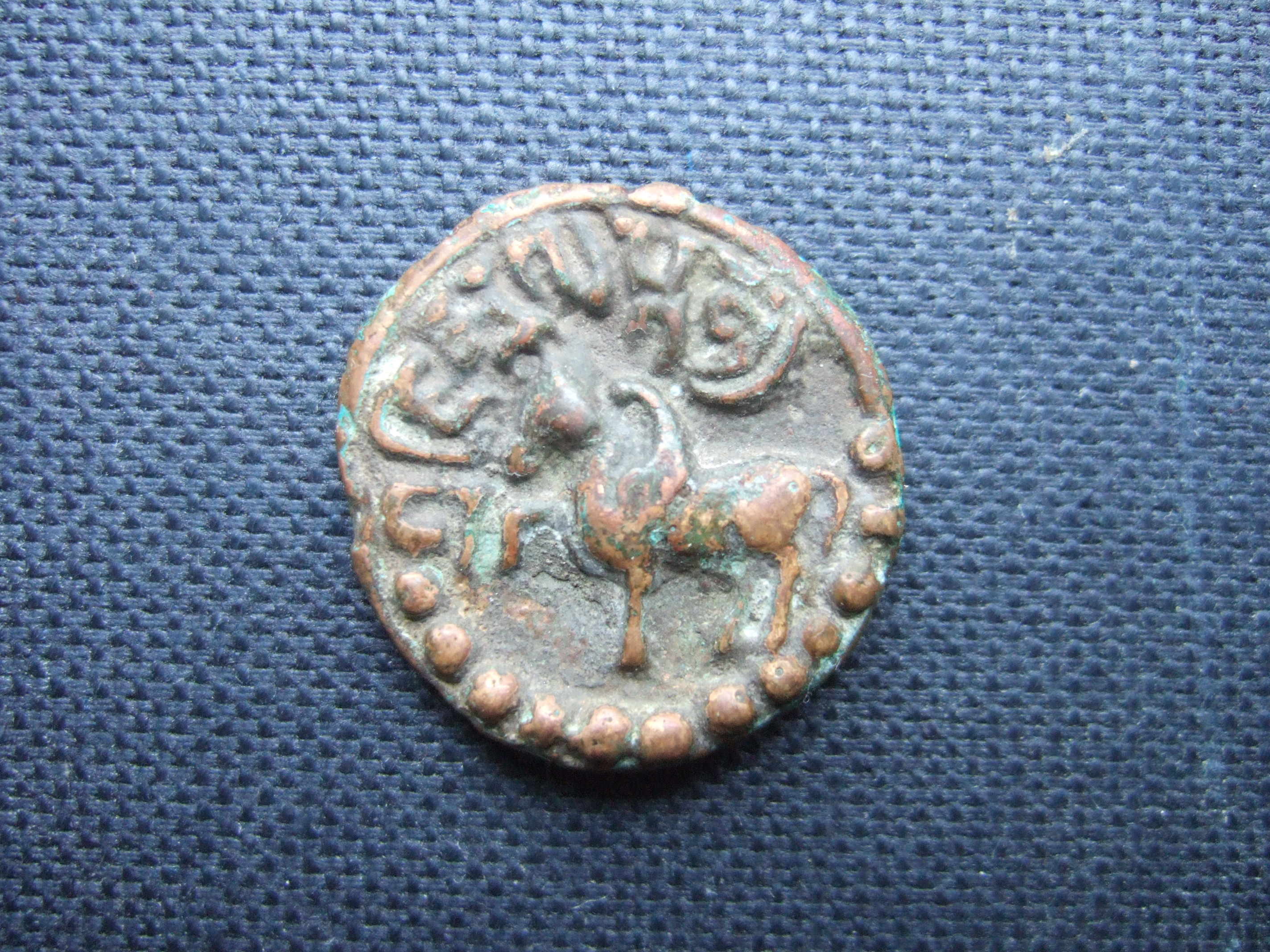
Mặt tiền đồng xu Jishnu Gupta (khoảng 622-633) của vương quốc Licchhavi. Dòng chữ phía trên con ngựa có cánh là Sri Jishnu Guptasya.

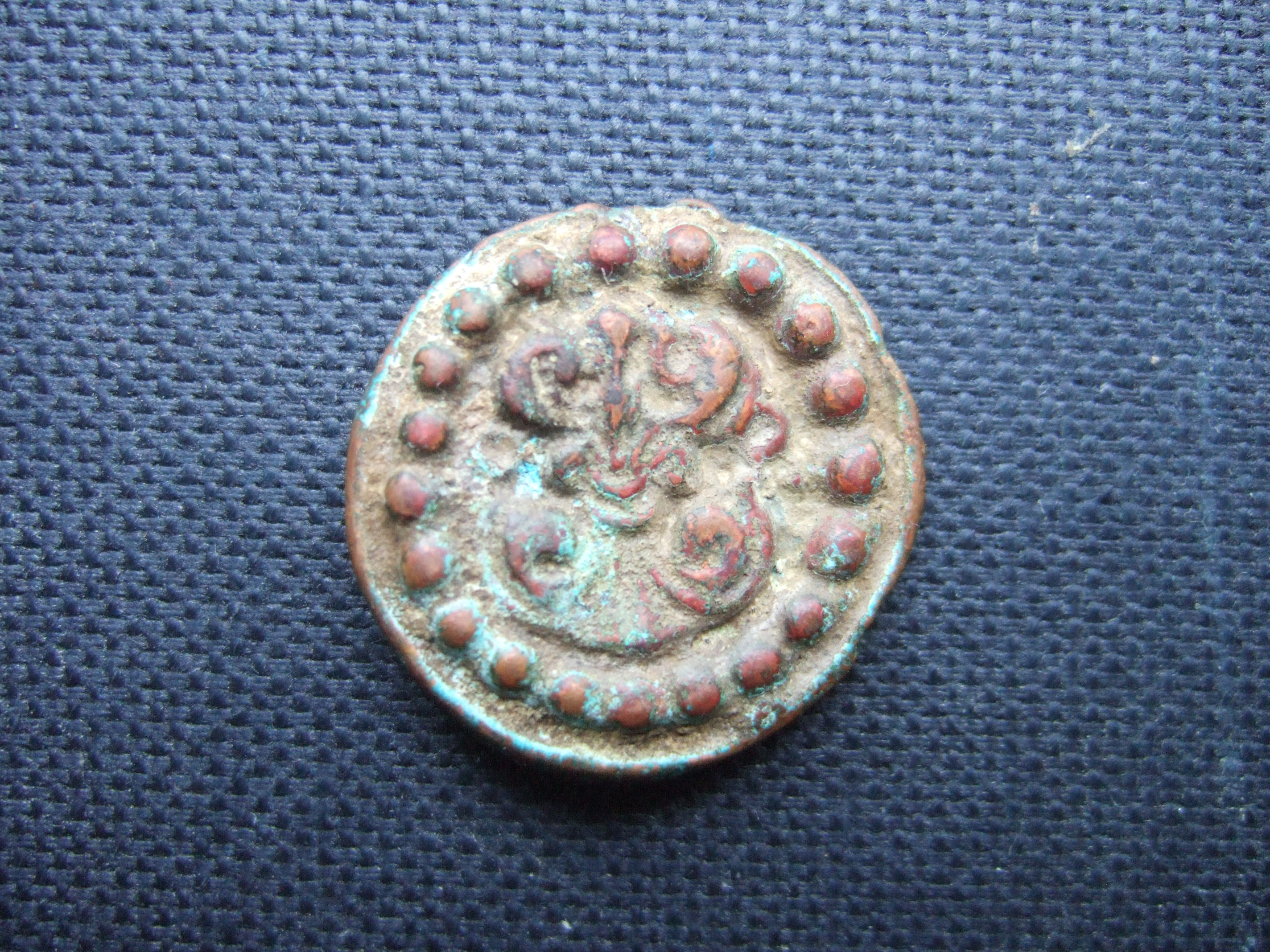
Mặt sau đồng xu Jishnu Gupta (khoảng 622-633) của vương quốc Licchhavi.

Các Quân chủ của Licchavi có tước hiệu Maharaja (“nhà vua vĩ đại”), họ được hỗ trợ bởi Thừa tướng, người phụ trách quân đội và điều hành triều chịnh 
Tầng lớp quý tộc được gọi là Samanta, có tầm ảnh hưởng tới chính quyền, họ có đất đai và quân đội của riêng mình. 
Từ năm 605 đến năm 641, một thừa tướng tên là Amshuverma đã tiếm vương quyền. 
Người dân phải đóng thuế đất và thực hiện lao động nghĩa vụ (vishti). Đa số các trưởng thôn hoặc các thị tộc lớn có trách nhiệm quản lý địa phương. Những vị vua nổi bật nhất của Licchavi là Mānadeva và Amshuverma.

## Kinh tế
Nền kinh tế chủ yếu phụ thuộc nông nghiệp, nguồn luơng thực chính là gạo và nhiều loại ngũ cốc khác. Các làng (grama) được nhóm lại thành các xã (dranga) để quản lý. Đất đai thuộc quyền sở hữu của Hoàng gia và quý tộc. Licchavi có nhiều khu dân cư nằm dọc theo các tuyến đường thưong mại, Tạng và Ấn Độ là những đối tác thuơng mại quan trọng.

## Cuơng vực
Trong triều đại Licchavi, dân cư đã phủ kín toàn bộ thung lũng Kathmandu, họ đã khai mở đất đai xa về phía đông tới Banepa, về phía tây tới Tisting, và về phía tây bấc tới Gorkha ngày nay.

## Danh sách vua Licchavi
Đây là danh sách được liệt kê trong Các vị vua Licchavi của Tamot & Alsop , chỉ mang tính tương đối, đặc biệt là về niên đại. 
| Trị vì   | Vua                               | Chú thích                |
| 185      | Jayavarmā (hoặc Jayadeva I )      |                          |
| ?        | Vasurāja (hoặc Vasudatta Varmā )  |                          |
| ~400     | Vṛṣadeva (hoặc Vishvadeva )       |                          |
| ~425     | Shaṅkaradeva I                    |                          |
| ~450     | Dharmadeva                        |                          |
| 464-505  | Mānadeva I                        |                          |
| 505-506  | Mahīdeva                          | ít nguồn                 |
| 506-532  | Vasantadeva                       |                          |
| ?        | Manudeva                          |                          |
| 538      | Vāmanadeva (hoặc Vardhamānadeva ) |                          |
| 545      | Rāmadeva                          |                          |
| ?        | Amaradeva                         |                          |
| ?        | Guṇakāmadeva                      |                          |
| 560-565  | Gaṇadeva                          |                          |
| 567-~590 | Bhaumagupta (hoặc Bhūmigupta)     | có thể không phải là vua |
| 567-573  | Gaṅgādeva                         |                          |
| 575/576  | Mānadeva II                       | ít nguồn                 |
| 590-604  | Shivadeva I                       |                          |
| 605-621  | Amshuverma                        |                          |
| 621      | Udayadeva                         |                          |
| 624-625  | Dhruvadeva                        |                          |
| 631-633  | Bhīmārjunadeva, Jiṣṇugupta        |                          |
| 635      | Viṣṇugupta - Jiṣṇugupta           |                          |
| 640-641  | Bhīmārjunadeva / Viṣṇugupta       |                          |
| 643-679  | Narendradeva                      |                          |
| 694-705  | Shivadeva II                      |                          |
| 713-733  | Jayadeva II                       |                          |
| 748-749  | Shaṅkaradeva II                   |                          |
| 756      | Mānadeva III                      |                          |
| 826      | Balirāja                          |                          |
| 847      | Baladeva                          |                          |
| 877      | Mānadeva IV                       |                          |
| 1201     | Arideva Arimalla                  |                          |